# توني فيرارا
توني فيرارا (بالإنجليزية: Tony Ferrara)‏ هو لاعب كرة قاعدة أمريكي، ولد في 1927، وتوفي في 4 ديسمبر 2009 بسبب سكتة.